# St. Georg (Poppendorf)

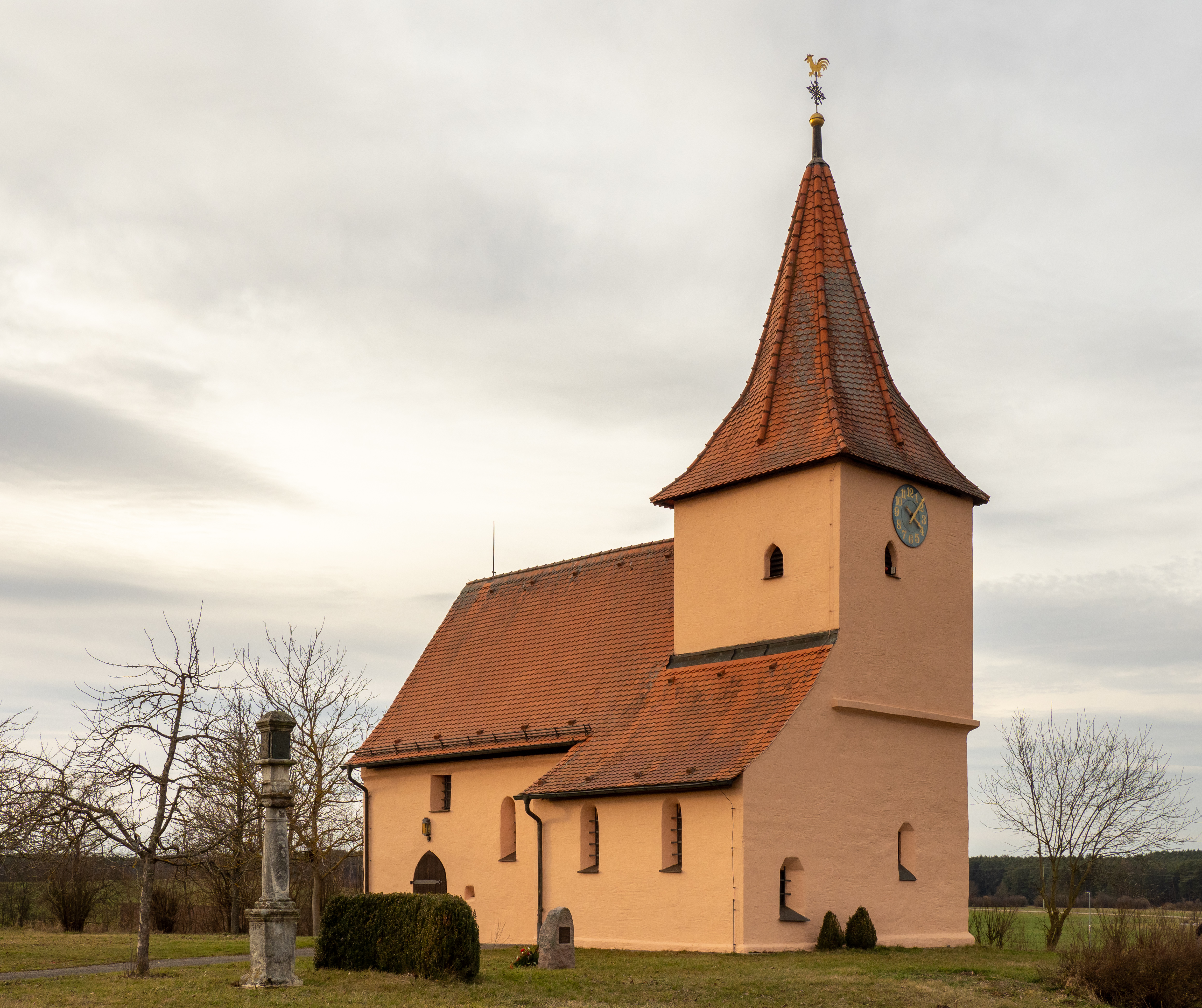
St. Georg in Poppendorf

Die römisch-katholische, denkmalgeschützte Filialkirche St. Georg steht in Poppendorf, einem Gemeindeteil von Heroldsbach im Landkreis Forchheim (Oberfranken, Bayern). Das Bauwerk ist unter der Denkmalnummer D-4-74-135-8 als Baudenkmal in der Bayerischen Denkmalliste eingetragen. Die Kirche gehört zur Pfarrei Heroldsbach im Dekanat Forchheim des Erzbistums Bamberg.

## Beschreibung
Die verfallene Saalkirche wurde 1629 wieder hergestellt. Der Chorturm wurde um 1300 gebaut und im 15. Jahrhundert neu ausgeführt. Sein Obergeschoss, das die Turmuhr und den Glockenstuhl beherbergt, und den achtseitigen Knickhelm erhielt er 1629. 
Der Innenraum des Chors, d. h. das Erdgeschoss des Chorturms, ist mit einem Kreuzgewölbe überspannt, der des Langhauses mit einer Flachdecke. Zur Kirchenausstattung gehört der um 1700 gebaute Hochaltar, ferner gibt es vier hölzerne Reliefs eines Flügelaltars des frühen 16. Jahrhunderts.